# Luc-Joseph Bacon
Luc-Joseph Bacon (1737-1798) est un homme politique français du XVIIIe siècle, originaire de l'Artois, dans l'actuel Pas-de-Calais.

## Biographie
Luc-Joseph Bacon, est dit né à Béthune en 1736. Mais son acte de décès le déclare natif de Sains-en-Gohelle et âgé de soixante-et-un an en février 1798.
Il nait donc en 1737. Il est le fils de Charles-Joseph Bacon et de Marie-Anne Legentil.
Selon G. Walter, il est propriétaire à Hersin (Hersin-Coupigny) au moment de la Révolution française. Il peut s'agir en fait de Sains-en-Gohelle qui se situe dans le canton de Hersin. Robert et Cougny le disent cultivateur-propriétaire non à Hersin mais à Hesdin.
Luc-Joseph Bacon a épousé dame Marie-Joseph-Angélique Leroy. En 1788, il est receveur général des États d'Artois au département de Béthune.
Plusieurs membres de la famille Bacon, vont être inquiétés pendant la Terreur dans le Nord-Pas-de-Calais. Le représentant en mission Duquesnoy envoyé dans la région par la Convention nationale arrête le 17 thermidor an II (4 août 1794), 57 personnes habitant à Béthune, dont Luc-Joseph Bacon, sa mère, son épouse, son frère Hugues (Hugues Bacon de Sains, seigneur de Sains-en-Gohelle) et Archange Bacon. Les suspects sont entassés dans cinq voitures et envoyés au Tribunal révolutionnaire de Paris, celui d'Arras ayant été supprimé le 10 juillet 1794. Ils ont tous été libérés par le comité de sureté générale à la suite de la chute de Robespierre.
Luc-Joseph Bacon meurt à Béthune le 19 pluviôse an VI (7 février 1798), âgé de soixante-et-un an.

### Famille Bacon de Sains
Luc-Joseph Bacon appartient à la famille dite Bacon de Sains, famille de l'ancienne bourgeoisie d'Artois.
Cette famille a donné plusieurs seigneurs de Sains-en-Gohelle.
Cet élément est apporté par le dossier de légion d'honneur de son fils Hugues François Bacon.
Celui-ci est né à Béthune le 17 avril 1788 où ses parents habitent à cette date.
Luc-Joseph Bacon est le frère de Hugues-François Géry Bacon, seigneur de Sains, qui est le parrain de Hugues-François et qui signe Bacon de Sains.
Hugues-François, fils de Luc-Joseph, est garde du corps du roi. Il est nommé chevalier de la Légion d'honneur le 21 septembre 1814 et le document qui établit cette distinction le nomme Bacon de Sains. En novembre 1818, Hugues François est maire de Sains-en-Gohelle.
Il obtient, pour lui-même et son fils, le 13 janvier 1865 un décret de Napoléon III autorisant l'ajout au nom de famille du nom de leur domaine de Sains.

## Carrière politique
En 1790, en application de la décision de l'Assemblée constituante de 1789 créant les communes, Luc-Joseph Bacon est nommé maire de la commune d'Hersin, puis lorsque la Constitution du 5 fructidor an III (22 août 1795), sous le Directoire, crée les municipalités de canton pour les plus petites communes, il devient président de cette administration municipale de canton et agent national. Robert et Cougny le disent successivement président de l'administration municipale, maire et agent national à Hesdin.
Le 23 germinal an V (12 avril 1797), il est élu membre du conseil des Anciens. Il siège sur les bancs de la droite de l'assemblée pendant environ cinq mois.
On ne connait de son action en tant que député qu'une intervention lors de la séance du conseil des Anciens du 17 messidor an V (5 juillet 1797). Il donne son opinion sur une question d'ordre agricole, son domaine de compétence. Il s'agit d'une résolution présentée le 6 messidor, relative au paiement du troisième cinquième de la contribution foncière due pour la récolte de l'an V.
Les appréciations sur le personnage divergent : pour Robert et Cougny, son rôle effacé serait lié à ses idées modérées; selon G. Walter, Luc-Joseph Bacon tient des positions peu démocratiques, se montrant plus conservateur que la plupart de ses collègues aristocrates.
Lorsque intervient le coup d'État du 18 fructidor an V (4 septembre 1797), mené par trois membres du Directoire contre les royalistes, il fait partie des parlementaires renvoyés dans leurs foyers.
Luc-Joseph Bacon va par la suite être élu membre du conseil général du Pas-de-Calais.

## Armes
La famille Bacon de Sains a pour armes : « De gueules au chef d'argent chargé de deux étoiles de sable ».